# Ecnomus continentalis
Ecnomus continentalis là một loài Trichoptera trong họ Ecnomidae. Chúng phân bố ở miền Australasia.